# Kim Ju-ho
Kim Ju-ho (koreanisch 김주호; * 8. März 1999) ist ein südkoreanischer Leichtathlet, der sich auf den 110-Meter-Hürdenlauf spezialisiert hat.

## Sportliche Laufbahn
Erste internationale Erfahrungen sammelte Kim Ju-ho im Jahr 2025, als er bei den Asienmeisterschaften in Gumi das Finale über 110 m Hürden erreichte, dort aber nicht ins Ziel kam.
2023 wurde Kim südkoreanischer Meister im 110-Meter-Hürdenlauf.

## Persönliche Bestleistungen
- 110 m Hürden: 13,71 s (+0,4 m/s), 28. Mai 2025 in Gumi